# Top Crack
Top Crack è un film italiano del 1967 diretto da Mario Russo.

## Trama
Il tedesco Karl e l'inglese Charles, due sempliciotti che aspirano a imprese criminali, rapiscono l'industriale Feril che, per portare a termine il rapimento, è costretto lui stesso a dirigere l'operazione di richiesta del riscatto.